# Алтевер (Де-Волден)
Алтевер (нід. Alteveer) — село в нідерландській провінції Дренте. Входить до муніципалітету Де-Волден.
Його площа становить 5,73 км², а населення станом на 2021 рік складало 810 осіб.
Перша згадка про населений пункт датується 1656 роком.